# Neptunium
Neptunium er et grundstof med symbolet Np og atomnummer 93 i det periodiske system. Det er et sølvfarvet radioaktivt grundstof som hører til actiniderne. Dets mest stabile isotop, 237Np, er et biprodukt fra kernereaktorer og plutoniumproduktion, og kan bruges som komponent i neutrondetektionsapparatur. Neptunium findes naturligt i små mængder i uranårer.

## Karakteristika
Neptunium er forholdsvis kemisk reaktivt og findes i mindst tre forskellige former:
- alfa-neptunium som har ortorhombisk krystalstruktur og en massefylde på 20,25 Mg/m3
- beta-neptunium (over 280 °C), som er tetragonalt og har en massefylde på 19,36 Mg/m3 (ved 313 °C)
- gamma-neptunium (over 577 °C), som er kubisk og har en massefylde på 18 Mg/m3 (ved 600 °C)

Dette grundstof har fire oxidationstrin i opløsning:
- Np+3 (bleglilla)
- Np+4 (gulgrøn);
- NpO2+ (blågrøn)
- NpO2++ (bleg lyserød)

Neptunium danner tri- og tetrahalider som f.eks. NpF3, NpF4, NpCl4, NpBr3 og NpI3.
Derudover danner neptunium oxider som f.eks. Np3O8 og NpO2.
Neptunium og andre actinider dioxidneptunyl-forbindelser (NpO2). I miljøet dannes dioxidneptunyler ladede komplexer med karbonat og andre iltholdige enheder (OH-, NO2-, NO3-, and SO4-2). Eksempler:
- NpO2(OH)2-1
- NpO2(CO3)-1
- NpO2(CO3)2-3
- NpO2(CO3)3-5

## Anvendelse
Når 237Np bestråles med neutroner dannes der 238Pu, som er en sjælden og værdifuld isotop, der bruges i rumfart og militære sammenhænge.

## Historie
Neptunium (opkaldt efter planeten neptun) blev opdaget af Edwin McMillan og Philip Abelson i 1940. 239Np (som har en halveringstid på 2,4 dage) blev fremstillet ved at bombardere uran med langsomme neutroner. Det var det første grundstof efter uran i actiniderækken som blev opdaget og tillige fremstillet syntetisk.

## Forekomst
Der findes små mængder af neptunium som henfaldsprodukter i uranårer. 237Np kan fremstilles ved reduktion af 237NpF3 med barium- eller lithiumdamp ved 1200 °C, men udvindes oftest med ekstraktion fra brugt kernebrændsel som et biprodukt af produktion af plutonium.

## Isotoper
19 radioisotoper af neptunium er blevet karakteriseret. De mest stabile er 237Np med en halveringstid på 2,14 millioner år, 236Np med en halveringstid på 154.000 år, og 235Np med en halveringstid på 396,1 dage. De resterende radioaktive isotoper har halveringstider der er mindre end 4,5 dage, og de fleste under 50 minutter.
Neptuniums isotoper har atommasser mellem 225,0339 u (225Np) og 244,068 u (244Np).
Neptuniums isotoper henfalder på forskellige måder, bl.a. alfa-henfald til uran eller plutonium.
237Np henfalder til bismuth i modsætning til de fleste andre tunge kerner, som henfalder til bly.